# Katherine Routledge
Katherine Routledge   (Darlington, 11 d'agost de 1866 - Ticehurst, 13 de desembre de 1935), AFI /ˈraʊtlɛdʒ/, nascuda Katherine Maria Pease, fou una arqueòloga i antropòloga anglesa que, al1914, va iniciar i dur a terme el primer estudi exhaustiu conegut a l'Illa de Pasqua.

## Biografia
Fou la segona filla de Kate i Gurney Pease, una pròspera família quàquera de Darlington, al Comtat de Durham, Anglaterra del nord. Es va graduar a Somerville Hall (actualment Universitat Somerville, Oxford), amb honors en Història Moderna al 1895, i durant un temps va impartir cursos a través de la Divisió d'Extensió i a la Universitat de Formació de Darlington. Després de la Segona Guerra Boer, va viatjar a Sud-àfrica amb un comitè per avaluar el reassentament de dones treballadores soles d'Anglaterra a Sud-àfrica. Al 1906 es va casar amb William Scoresby Routledge. La parella va anar a viure entre el poble Kikuyu de qui era llavors Àfrica Oriental Britànica, i al 1910 varen publicar conjuntament un llibre sobre la seva recerca titulat Amb unes persones prehistòriques.

## Illa de Pasqua

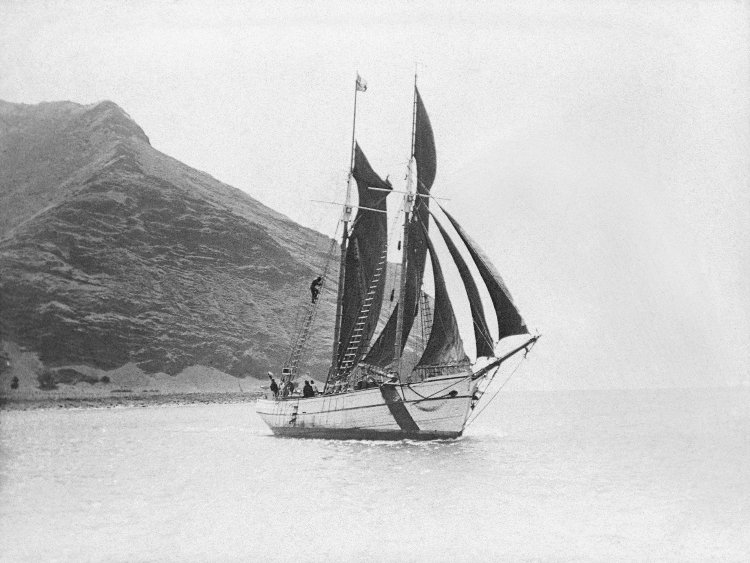
El Mana a Illa de Pasqua, 1914.

Al 1910 els Routledges varen decidir organitzar una expedició pròpia a Illa de Pasqua/Rapa Nui. Van fer construir una goleta d’última generació de 27 peus de llargada que van batejar amb el nom de Mana. Es van afiliar a la British Science Association, al Museu Britànic i a la Royal Geographical Society, varen reclutar una tripulació i van manllevar un agent de l'Armada Reial. El Mana va partir de Falmouth el 25 de març de 1913.
Van arribar a Rapa Nui el 29 de març de 1914. Van establir dos campaments base, un a l'àrea de Mataveri i l'altre a la pedrera Rano Raraku. També van explorar Orongo i Anakena. Amb l'ajuda d'un illenc anomenat Juan Tepano, Routledge va procedir a entrevistar als nadius i a catalogar els moai (estàtues gegantes) i els ahus. Van excavar uns 30 moai, van visitar els majors de les tribus en el seu llatzeret al nord de Hanga Roa i van registrar diverses llegendes i històries orals que inclouen la història de Hotu Matua, el culte de l'home ocell, els noms dels clans i territoris i dades sobre l'enigmàtic sistema d'escriptura rongorongo. Van Tilburg la reconeix com a la precursora del moviment per a la preservació de la cultura polinèsia dels indigenes de Rapa Nui

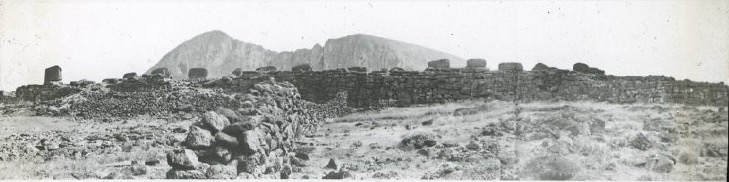
El jaciment Ahu Tongariki, 1914. En aquell temps, tots els moai encara estaven bolcats i no hi hi palmeres a l'illa.

Un dels seus descobriments va ser la continuïtat cultural entre les estàtues esculpides i els habitants polinesis de Rapa Nui en aquell moment; els dissenys gravats a la part de darrere de les estàtues que ella va excavar mostraven els mateixos dissenys tatuats a les espatlles dels illencs ancians a la colònia de leprosos de l'illa. Donat que la tradició del tatuatge havia estat suprimida pels missioners cristians devers l'any 1860, aquesta evidència no hauria pogut ser recollida per expedicions posteriors i únicament ha arribat fins a nosaltres a través dels seus textos.

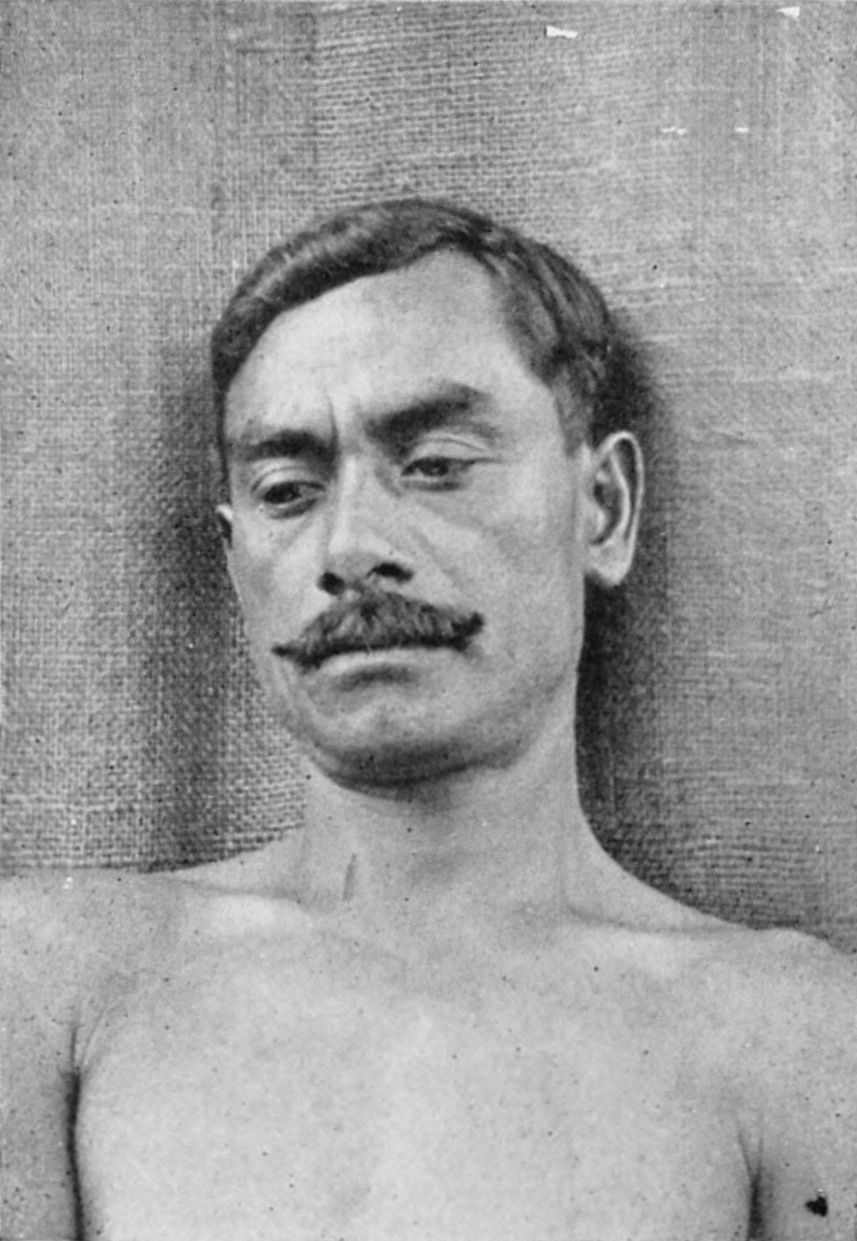
Juan Tepano

Durant la seva estada, l'esquadra alemanya d'Àsia Oriental, incloent el creuers blindats Scharnhorst i Gneisenau, i els creuers lleugers Dresden, Leipzig, Emden, es va reunir a Hanga Roa. Mentre l'expedició cobria les seves descobertes principals per amagar-les dels alemanys, els alemanys van convertir la seva flota en una flota de combat. En el moment en què els alemanys van fer desembarcar 48 mariners britànics i francesos procedents de diversos vaixells enfonsats, va ser evident que havia esclatat la Primera Guerra Mundial, i Katherine es va queixar d'aquesta infracció de la neutralitat del territori xilè neutre al mestre de l'escola en quant a representant del Govern de Xile; mentre el seu marit navegava amb el Mana fins a Valparaiso per presentar una queixa similar al Cònsol britànic a Santiago.
No hi ha cap registre de quines mesures va prendre el mestre d'escola per persuadir la flota alemanya per deixar aigües xilenes, però el fet és que varen partir, cap a Coronel i les Illes Malvines. Alguns dels marins mercants francesos desembarcats van ser reclutats com a jornalers per l'expedició. Routledge també va decidir intercedir en la rebel·lió nativa contra la Companyia Williamson-Balfourel que controlava pràcticament tot el territori de l'illa, ocupat en la cria d'ovelles. Es va reunir amb Angata, la líder de la rebel·lió, una dona nativa que havia tingut una revelació profètica en la qual Déu li havia ordenat que es tornés a ocupar de la terra i el bestiar.
El Routledges varen partir de l'illa a l'agost de 1915 retornant a casa via Pitcairn i San Francisco. Katherine va publicar els seus descobriments en un llibre de viatges molt popular, El Misteri d'Illa de Pasqua, al 1919. Centenars dels objectes que ella i el seu marit havien trobat es troben actualment al Museu Pitt-Rivers i al Museu Britànic mentre que els seus escrits estan custodiats per la Royal Geographical Society a Londres. La majoria de les seves conclusions científiques continuen vigents avui dia.